# Ponto a ponto privado
Sistemas ponto a ponto (P2P) privados são sistemas ponto a ponto (P2P) que permitem, apenas, a participação de pares mutuamente confiáveis. Isso pode ser feito usando um servidor central, como um hub Direct Connect para autenticar clientes. Alternativamente, os usuários podem trocar senhas ou chaves criptográficas com amigos para formar uma rede descentralizada. Os sistemas ponto a ponto privados podem ser divididos em amigo a amigo (F2F) e sistemas baseados em grupo. Os sistemas amigo para amigo permitem apenas conexões entre usuários que se conhecem, mas também podem fornecer encaminhamento anônimo automático. Os sistemas baseados em grupos permitem que qualquer usuário se conecte à qualquer outro e, portanto, não podem crescer em tamanho sem comprometer a privacidade de seus usuários. Alguns softwares, como o WASTE, podem ser configurados para criar redes baseadas em grupo ou F2F.

## Lista desoftware
- Direct Connect - Compartilhamento de arquivos e bate-papo usando hubs (eixos, pontos centrais, concentradores) privados.
- GigaTribe - Um programa privado de compartilhamento de arquivos voltado à comunidade.
- Retroshare - Um sistema F2F, privado, baseado em PGP, com a implementação do compartilhamento de arquivos Turtle F2F.
- n2n - Um software de VPN ponto à ponto.

Os seguintes títulos software foram descontinuados.
- Infinit - Aplicativo de compartilhamento de arquivos com criptografia local baseado em pesquisa feita na Universidade de Cambridge.[2]
- Groove - Um software colaborativo corporativo baseado em tecnologia P2P.
- WASTE - Software P2P privado adequado à grupos de 10 à 50 usuários.